# Паново (Тотемский район)
Паново — деревня в Тотемском районе Вологодской области.
Входит в состав Вожбальского сельского поселения, с точки зрения административно-территориального деления — в Вожбальский сельсовет.
Расстояние по автодороге до районного центра Тотьмы — 50 км, до центра муниципального образования деревни Кудринская — 5 км. Ближайшие населённые пункты — Гагариха, Исаево, Сродино.
По переписи 2002 года население — 30 человек (14 мужчин, 16 женщин). Преобладающая национальность — русские (97 %).